# 게오르크 아우구스트 슈바인푸르트
게오르크 아우구스트 슈바인푸르트(Georg August Schweinfurth, 1836년 12월 29일 – 1925년 9월 19일)은 동부 중앙아프리카를 탐험한 발트 독일인 출신 식물학자이자 인류학자였다. 그는 우엘레강을 발견한 최초의 유럽인으로 알려져 있다.